# Karolinenhöhe (Georgsmarienhütte)
Die Karolinenhöhe ist eine 109 m hoch gelegene Wohnsiedlung in Oesede, heute ein Stadtteil von Georgsmarienhütte, die als städtebauliche und architektonische Einheit in den Bauformen des Jugendstils geplant und zwischen 1912 und 1914 errichtet wurde. Zur Siedlung gehören 40 Häuser sowie zwei Sechsfamilienhäuser und ein Warenhaus. Sie wurde vom Gemeinnützigen Bauverein Oesede für die Werksangehörigen der Stahmerschen Eisenbahn-Signalwerke errichtet. 
Benannt wurde die Siedlung nach Karoline Stahmer, der Ehefrau von Ernst Stahmer. Als ein Zeichen für die guten Beziehungen der Firma Stahmer zu ihren Angestellten ließ sie einen Schmuckbrunnen auf dem Marktplatz im Zentrum der Anlage errichten. Dieser wurde am 28. Juni 1914 durch die Stifterin eingeweiht und 1970 abgerissen.